# Shoko Miyata
Shoko Miyata (宮田 笙子, Miyata Shōko) (Kyoto, 21 september 2004) is een Japanse gymnaste.

## Carrière
In 2020 maakte ze haar debuut in de professionele competitie. Haar carrière werd echter meteen op pauze gezet door de corona-pandemie.
In 2022 deed ze voor het eerst mee aan de wereldkampioenschappen. In de kwalificatieronde scoorde ze hoog genoeg op meerkamp, sprong, balk en vloer, om door te gaan naar de finales van deze onderdelen. De Japanse gymnastes kwalificeerden zich ook voor de teamfinale, waar ze uiteindelijk 7e werden. Miyata won de bronzen medaille op de balk met een score van 13,533. Het goud was voor haar landgenoot Watanabe Hazuki die won met een score die maar nét iets hoger lag: 13,6.
In 2023 deed ze opnieuw mee met de wereldkampioenschappen turnen samen met het Japanse team. In de teamfinale werden ze 8e en in de sprongfinale werd Miyamata 6e.
Ze was geselecteerd om mee te doen aan de Olympische Spelen in Parijs, maar werd op het laatste moment uit de selectie gezet.

## Resultaten
| Jaar | Plaats                        | Resultaten                                          |
| ---- | ----------------------------- | --------------------------------------------------- |
| 2022 | Wereldkampioenschap Liverpool | balk · 7e team · 8e meerkamp · 5e sprong · 8e vloer |
| 2023 | Wereldkampioenschap Antwerpen | 8e team 6e sprong                                   |